# Mats Wilhelmsson
Mats Wilhelmsson, född 1950 i Stockholm, är en svensk målare och grafiker.
Wilhelmsson studerade vid Hovedskous målarskola i Göteborg. Separat har han ställt ut i bland annat Bryggargården i Simrishamn, Karlskoga konsthall, Kulturhuset Borgen i Gislaved samt med Konstfrämjandet i Örebro och Karlstad. Han har medverkat i samlingsutställningar på Aguélimuseet, Vadsbo Museum, Arvika Konsthall, Finlands glasmuseum i Riihimäki och med Värmlandsgrafiker i Lettland.
Han har tilldelats Karlskoga kommuns kulturstipendium, Värmlands konstförenings resestipendium och Arbetsstipendium från Konstnärsnämnden.
Bland hans offentliga arbeten märks utsmyckningen av Bregårdsskolans matsal i Karlskoga.
Wilhelmsson är representerad vid Nationalmuseum och Moderna museet i Stockholm, Värmlands museum, Örebro läns museum, Statens konstråd, Kalmar konstmuseum och ett 20-tal kommuner och landsting.

### Fotnoter
1. ↑  Nationalmuseum
2. ↑  ”Moderna museet”. Arkiverad från originalet den 11 december 2017. https://web.archive.org/web/20171211053520/http://sis.modernamuseet.se/view/objects/asimages/artist$00409000?t:state:flow=d2173186-1e7d-40c6-ab79-72058f60c50b. Läst 10 december 2017.
3. ↑  ”Kalmar konstmuseum”. Arkiverad från originalet den 11 december 2017. https://web.archive.org/web/20171211160817/http://konstdatabas.designarkivet.se/index.php/Detail/Object/Show/object_id/2643. Läst 10 december 2017.